# Авангард (банк)
Банк «Авангард» — російський комерційний банк. Центральний офіс — у Москві. Заснований в 1994 році Банк має генеральну ліцензію на здійснення банківських операцій № 2879.
ВАТ АКБ «Авангард» є універсальним комерційним банком, що надає всі види банківських послуг, як для фізичних, так і для юридичних осіб, входить до числа найбільших банків Росії за розміром власного капіталу і чистих активів. 4 листопада 2004 року банк був включений до реєстру банків — учасників системи обов'язкового страхування внесків.
Входить до холдингової групи «Авангард», куди крім банку входять, також, виробник ячмінного солоду — компанія «Російський солод», страхова компанія «Авангард-Гарант» і лізингова компанія «Авангард-Лізинг».

## Власники та керівництво
Президентом і кінцевим бенефіціаром банку є Кирило Вадимович Міновалов. Він володіє банком через ТОВ «Алькор холдинг груп», якому в сукупності належить 99% акцій банку. Міновалов є генеральним директором ТОВ «Алькор холдинг груп».

## Діяльність
Велика частина міні-відділень банку знаходяться в різних торгових центрах і магазинах мережі «Перекресток».

### Послуги приватним особам
Банк Авангард надає своїм клієнтам можливість відкрити банківські вклади в рублях і іноземній валюті.
Одним з основних напрямів банку є надання клієнтам кредитних карток: VISA і MasterCard. Клієнтам пропонуються різні класи кредитних карток, можливість заповнити заяву на кредитну картку по інтернету, пільговий період до 200 днів (ставка за кредитом дорівнює 0%), інтернет-банкінг, а також різні знижки і призові акції.
Також банк «Авангард» надає своїм клієнтам можливість отримання автокредиту, вчинення грошових переказів, операцій з цінними паперами та дорогоцінними металами. У банку «Авангард» можливо придбати чеки American Express, номіновані в доларах США і євро.

### Послуги юридичним особам
Корпоративним клієнтам банк «Авангард» надає наступні послуги:
- Відкриття та ведення рахунків юридичних осіб — резидентів і нерезидентів Російської Федерації — у валюті РФ та іноземній валюті
- Всі види розрахунків в рублях і іноземній валюті
- Касове обслуговування в рублях і іноземній валюті
- Прискорені платежі по Росії за системою міжрегіональних електронних платежів
- Платежі в будь-яку країну світу в найкоротші терміни
- Проведення конверсійних операцій по рахунках Клієнтів
- Інкасація та доставка готівкових грошей і цінностей
- Розпорядження рахунком за допомогою системи «Банк-Клієнт» (система віддаленого доступу до рахунку безпосередньо з офісу)

### Досягнення
П'ять років поспіль банк «Авангард» визнається найкращим банком Росії за рівнем клієнтського обслуговування за результатами «Народного рейтингу» — опитування громадської думки, що протягом п'яти років проводиться на популярному інтернет-порталі Banki.ru.

## ДТП за участю автомобілів, що належать структурам банку
У ніч з 18 на 19 вересня 2011 року, автомобілі «Toyota Land Cruiser 200» і «Mercedes-Benz S600», що належать структурам банку, та орендованих компанією «Корпорація ЮНІТРЕЙД», в районі 28 кілометра траси «Домодєдово — Москва», скоїли наїзд на 4 молодих людей, в результаті чого ті померли.
Керівництво банку визнало, що саме їх співробітники сиділи в машинах, які збили чотирьох молдаван на трасі «Домодєдово — Москва». На сайті фінансової організації з'явилося повідомлення з відповідним визнанням. У банку також зазначили, що в машинах, які збили гастарбайтерів, їхали рядові співробітники банку, а не керівництво, як повідомляли ЗМІ.